# Dipartimento dell'Arno
Dipartimento dell'Arno era il nome di un dipartimento del Primo Impero francese, nell'attuale Italia. Il nome era dovuto al fiume Arno.
Fu creato il 25 maggio 1808, quando il Regno d'Etruria fu annesso dalla Francia; il capoluogo era Firenze.
Nel 1812 fu suddiviso negli arrondissement di Firenze, Arezzo, Modigliana e Pistoia.
Si stima che nel 1810, su una superficie di 8524 km², avesse 559750 abitanti.
Il dipartimento fu eliminato dopo la sconfitta di Napoleone nel 1814. Attualmente il territorio dell'ex dipartimento è ripartito tra le province di Firenze, Prato, Arezzo, Pistoia e Forlì-Cesena e Lucca (exclavi di Pietrasanta e Barga).

Stemma di Firenze nell'Impero napoleonico